# 張畹
張畹（1420年—？），字茂蘭，直隸松江府華亭縣人，民籍，明朝政治人物。進士出身。

## 生平
景泰元年（1450年）庚午科應天府鄉試第一百五十六名。景泰五年（1454年）甲戌科會試第二百三十四名，殿試登進士第二甲第二十五名。

## 家族
曾祖張國祥。祖父張宗武，曾任主簿。父張廷暠。